# 赤坂台古墳群
赤坂台古墳群（あかさかだいこふんぐん）は、山梨県甲斐市竜王・竜王新町・竜地に分布する古墳群。7世紀代の築造。総数は30基以上と推定され、いずれも横穴式石室を持つ円墳。

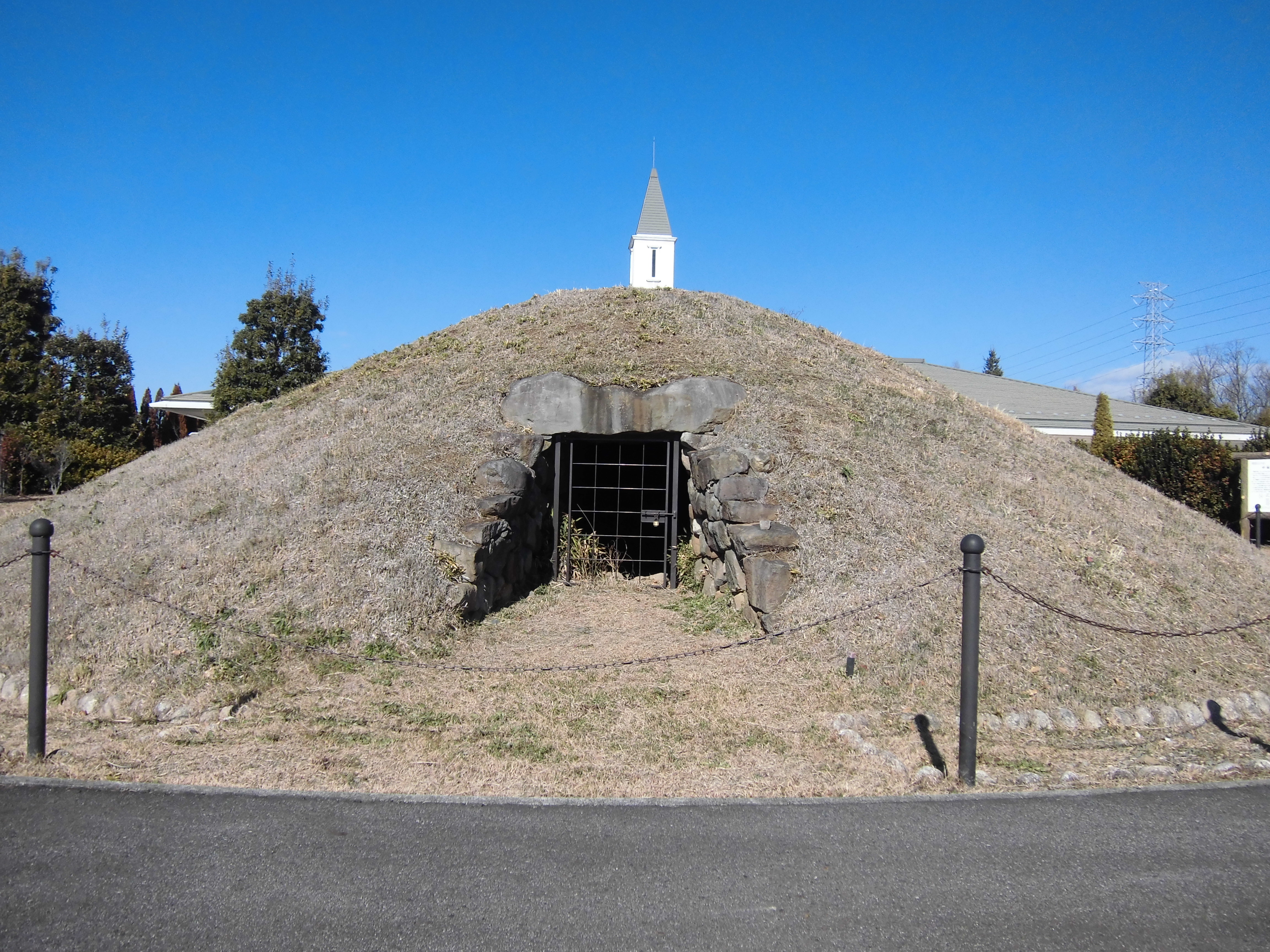
中秣塚古墳

## 立地と歴史的景観
赤坂台古墳群の所在する甲斐市竜王・竜王新町・竜地は甲府盆地北西部に位置する。「赤坂台地」は茅ヶ岳山麓の登美台地南部一帯の通称で、ローム層の赤土であることに由来する。赤坂台地一帯では旧石器時代から縄文・弥生時代の集落遺跡は見られないが、古墳時代に至ると古墳群の築造が開始される。台地南部は釜無川の氾濫原である平坦地で古来から水害の常襲地で、中世には信玄堤が築造される。この地域では数基の古墳が確認される。
古代の律令制下では巨摩郡に含まれ、渡来人が多く集住した地域としても知られる。中世・近世には南北に甲州街道が通過する。
甲斐国では盆地南部の曽根丘陵に4世紀中頃から古墳の築造が開始され、6世紀中頃には古墳の築造は盆地各地に拡散し、横穴式石室を伴う群集墳が多く築造された。盆地西部では荒川左岸の加牟那塚古墳を中心とする千塚・山宮古墳群の存在が知られる。赤坂台地古墳群は古墳時代後期の6世紀末期から7世紀代の古墳が分布しており、盆地北西部の勢力が造墓地として赤坂台地へ進出したと見られている。
古墳時代の日本列島へは馬がもたらされ、6世紀後半代には装飾性のある馬具が権威の象徴として古墳の副葬品となる。赤坂台古墳群では竜王ニツ塚墳から金銅製の薄板で作られた杏葉・飾金具を持つ毛彫馬具が出土している点も注目される。7世紀後半代の馬具は東山道を中心とした陸路に分布し、斉明天皇の頃に行われた蝦夷政策に関連して下賜された遺物で、赤坂台古墳の被葬者は東北経営に功績のあった人物である可能性も指摘されている。
また、甲斐市天狗沢の天狗沢瓦窯跡からは滋賀県大津市の衣川廃寺にルーツをもつ軒丸瓦が出土しており、類例は飛騨・信濃など東山道のルートに見られる。天狗沢瓦窯跡出土の軒丸瓦の供給寺院は不明であるが、赤坂台古墳群を築造した盆地東北部勢力は東山道ルートで先進文物を受容し、古代には巨摩郡立評にも携わっていた可能性が考えられている。

## 赤坂台古墳群の支群
赤坂台古墳群は赤坂台地の南東斜面に分布する。
赤坂台古墳群の標高は290-350メートル付近に分布する。分布する地域的かたまりから字名を冠してニツ塚支群、狐塚支群、西山支群、両目塚・形部塚支群を形成している。

## 中秣塚古墳・その他の古墳
中秣塚古墳（なかまきづかこふん）は支群から外れた北西部に位置し、赤坂台古墳群のなかでは最も高位に位置する。7世紀前半代の築造。1994年（平成6年）、赤坂ソフトパークの造成に伴い発掘調査が実施された。直径14メートルの円墳で、南に開口する横穴式石室を有する。石室は無袖式。奥壁・天井石は取り去られており、性格な規模は不明。全長6.0メートル、最大幅1.6メートル、奥壁幅1.4メートル、高さ1.3メートル。側壁は横口・小口積み。出土遺物は土師器、須恵器、金環、ガラス玉、直刀、鉄鏃、刀子などの副葬品。中秣塚古墳は1997年（平成9年）に山梨県史跡に指定され、復元整備が施されている。

## 研究史
赤坂台古墳群の存在は江戸時代から知られ、江戸後期に編纂された『甲斐国志』巻之四六古跡部第九巨摩郡北山筋において古墳の存在を記録している。明治20年代には甲府教会に在職したキリスト教宣教師で民俗研究者の山中共古が『甲斐の落葉』において記録している。
1936年（昭和11年）の『中巨摩郡郷土研究』において12基の古墳分布図・出土遺物を掲載しており、戦後には1955年（昭和30年）刊行の『竜王村誌』で「篠原岡古墳分布図」として17基の分布図を掲載している。また、翌1956年には考古学者の山本寿々雄が『甲斐国古墳文化資料総覧』を刊行し、赤坂台古墳群を含む山梨県内の古墳を集成している。
1971年（昭和46年）には考古学者の坂本美夫が出土遺物である須恵器や直刀などを報告している。1977年（昭和52年）から翌年にかけては中央自動車道の建設に伴い発掘調査が実施された。